# 李滨 (官员)
李滨（1956年7月—），男，北京人，朝鲜族，中华人民共和国外交官，曾任中国驻韩国大使，后因向韩国提供情报而被捕。

## 生平
李滨早年曾赴朝鲜留学，毕业于金日成综合大学。1976年进入外交部工作，历任中国驻朝鲜大使馆职员，外交部亚洲司科员、随员、三秘，驻朝鲜大使馆三秘、二秘等职。1991年升任亚洲司处长。1994年任中国驻韩国大使馆参赞，1997年再次来到朝鲜担任公使銜參贊。2001年10月，出任中国驻韩国大使。期间他被韩国情报部门吸收为间谍。2005年至2006年间任朝鲜半岛事务大使，同时兼任亚洲司副司长。2006年5月起挂职担任山东省威海市副市长。同年12月，被中国国家安全部门传讯调查，后被“双规”。2007年1月，在调查后被分配到外交部下的中国国际问题研究所任研究员。此后，他因经济案等原因被判处有期徒刑七年。
另外据《华盛顿邮报》的报道，李滨与朝鲜前领导人金正日私交甚密。

## 間諜案
关于中共前驻韩国大使李滨沦落到甘愿替韩国提供情报的地步，最主要的原因就是韩国情报部门先掌握了他的性取向，然后就施以“美男计”。色诱成功之后，照片、录音甚至好几个X级别的“男欢男爱”录相迫使李滨别无选择。
李滨的背叛首次造成了重大的损失在中韩苏岩礁的外交谈判上。他泄露了中国的谈判底线给韩国，使得韩国方面在谈判中占据了极大的优势。最终，中国不得不在不利的条件下签订了《中韩渔业协定》，影响了中方数万沿海渔民的生计。此外，李滨还泄露了关于朝鲜领导人金正日访华的敏感信息，这是他通过与金正日的私人友谊获得的。
據聞，韩国当时那么着急策反他，与朝鲜宣布决定自主研发核武器决定有关。韩国和美国共同怂恿李滨让他将有关的情报告知自身，以便在未来的会谈当中掌握主动优势。对此中国和朝鲜的政府一开始并不知情，李滨将两国的情报全部都出卖给了韩国和美国。美国随后便提议想要和朝鲜进行一次核武器的会谈，中国也当即表示愿意参与其中，一场六方会谈就此啟動。由于中朝两方不知道李滨已经出卖了自己的国家，所以在这次六方会谈中，朝鲜和中国显得极其被动，国家利益蒙受极大损失。
事势发展至此，中朝两国自然知道其中必有猫腻，中国国家安全部门随即展开了调查。最终，一位中国官员拦截了一封从韩国寄到中国的重要邮件，引人注意的是收件人竟是山东威海市副市长李滨（挂职）。这成为了调查李滨背叛行为的关键线索。经过一系列缜密的调查，最终确认了李滨的叛国罪行，并将其逮捕归案。